# Orchis ligustica
Orchis ligustica là một loài thực vật có hoa trong họ Lan. Loài này được Ruppert mô tả khoa học đầu tiên năm 1933.